# 高知機場
高知機場（日语：／ Kōchi kūkō */?），2003年11月起紀念高知出身的歷史人物坂本龍馬，取其名字而又稱為高知龍馬機場（但正式名稱仍為「高知機場」），是一座位於日本高知縣南國市的民用機場。根據日本空港整備法被分成第二種機場。此機場離高知市市區約15公里，行車約30分鐘可到。

## 航空公司與航點

### 客運航點
| 航空公司                    | 目的地               |
| --------------------------- | -------------------- |
| 日本航空                    | 東京-羽田、福岡      |
| 全日本空輸                  | 東京-羽田            |
| 全日本空輸 由全日空之翼營運 | 東京-羽田、大阪-伊丹 |
| 富士夢幻航空                | 名古屋-小牧、神戶    |
| 捷星日本航空                | 大阪-關西            |
| 台灣虎航                    | 臺北-桃園            |

### 歷史航點
- 札幌-新千歲
- 熊本
- 鹿兒島
- 沖繩
- 廣島西

## 外部連結
- 高知龍馬機場 （页面存档备份，存于）（日語）（英文）（简体中文）（繁體中文）
- 谷歌地圖